# 粉塵爆発

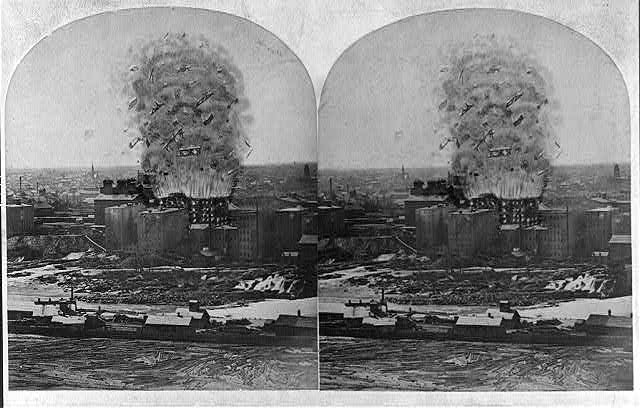
ワッシュバーン製粉所の粉塵爆発を記したステレオグラフ（1878年）

粉塵爆発（ふんじんばくはつ、英: Dust explosion、独: Staubexplosion）は、ある一定の濃度の可燃性の粉塵が大気などの気体中に浮遊した状態で、火花などにより引火して爆発を起こす現象である。

## 概要
非常に微細な粉塵は体積に対する表面積の占める割合（比表面積）が大きい。そのため空気中で周りに十分な酸素が存在すれば、燃焼反応に敏感な状態になり、火気があれば爆発的に燃焼する。炭鉱で石炭粉末が起こす炭塵爆発がその代表例である。また小麦粉・コーンスターチなど穀物粉、砂糖などの食品や、アルミニウム等の金属粉など、一般に可燃物・爆発物と認識されていない物質でも爆発を引き起こし、穀物サイロや工場などが爆発・炎上する重大事故を引き起こす。日本においては、アルミニウム、亜鉛を始め多くの金属の粉末は消防法上第2類危険物（可燃性固体）として、小麦粉やコーンスターチなどは複数の自治体によって指定可燃物として指定されている。

## 原理
粉塵爆発の5要素として、可燃性粉塵、支燃物としての酸素、点火源（以上は燃焼の3要素）、拡散状態（粉塵雲）、空間的制約が揃わなければならない。
1. 可燃性粉塵
粉塵の物性には可燃性のものと不燃性のものがある[1]。一般的には石炭、炭素、硫黄など物質の燃焼熱が高まるほど粉塵爆発の危険性も高まる[1]。マグネシウムや酸化第二鉄など酸化しやすい物質は粉塵爆発が起こりやすい[1]。また、帯電しやすい粉塵ほど粉塵爆発を起こしやすい[1]。
2. 支燃物（酸素）
粉塵の粒子は細かいほど比表面積（単位質量あたりの表面積）は大きくなり、化学的活性が増加する。また吸着する酸素が多くなるほど爆発が生じやすくなる[1]。
3. 点火源
  - 火気はもちろんのこと、掃除機など電気機器のスパーク、研磨の際などに出る火花および静電気が挙げられる。静電気は粉じんそのものの摩擦によっても起こる。
4. 拡散状態（粉塵雲）
原因となる粉塵による粉塵雲が形成されている必要がある[1]。
5. 空間的制約
粉塵の濃度も可燃性ガスと相似し、爆発を引き起こす濃度範囲には上限値（爆発上限値）と下限値（爆発下限値）がある[1]。ただし、粉塵は爆発上限値が高いため、一般には爆発下限値のみを記載することが多い[1]。

## 過程
粉塵爆発には3つのステップがある。
- 第一ステップ - 浮遊する粉塵が熱源の作用で乾留・気化[1]
- 第二ステップ - 可燃性ガスと空気の混合・燃焼[1]
- 第三ステップ - 粉塵の燃焼により放出される熱量により、さらに付近に浮遊する粉塵が気化・燃焼し、燃焼の循環が漸次的に行われ反応速度が持続的に加速[1]

## 爆発の危険性評価
2002年に、JIS規格で測定法が制定されている。
- JIS Z8817 可燃性粉塵の爆発圧力及び圧力上昇速度の測定方法
- JIS Z8818 可燃性粉塵の爆発下限濃度測定方法

独立行政法人産業安全研究所からも指針が出されている。危険性評価は、頻度と強度の両面から評価される。一般的なリスク管理では、発生頻度が低いほど安全ではあるが、爆発事故が発生した場合の被害は、設備被害、人的被害の両面で極めて大きいため、僅かな発生頻度でもリスクが高いと評価される。粉塵爆発の場合には一般的な火薬学の理論は適用できないため、リスク評価にはFK理論と呼ばれる熱爆発理論を用いた計算が利用されている。

### 特性値
爆発の危険性は、以下の特性値を基に判断される。
- 爆発発生特性
  - 爆発下限濃度
  - 爆発上限濃度
  - 発火温度
  - 最小着火エネルギー
  - 爆発限界酸素濃度
- 爆発強度特性
  - 爆発圧力
  - 圧力上昇速度
  - 火炎伝播速度
  - 爆発跡ガス

## 可燃性粉塵の法規制

### 日本
日本においては、アルミニウム、亜鉛を始め多くの金属の粉末は消防法上第2類危険物（可燃性固体）に指定されている。

### 中国
中国においては、粉塵爆発防止安全規程（GB 15577-2007）などが定められている。

## 発生状況
過去46年間の統計では、281件の事故が発生し、負傷者587人、死者110人が出ている（粉塵爆発火災対策より引用）。
| 種類         | 負傷者 | 死者 |
| ------------ | ------ | ---- |
| 石炭         | 41     | 7    |
| 金属         | 158    | 42   |
| 農産物       | 111    | 17   |
| 化学合成品   | 62     | 6    |
| 有機化学薬品 | 68     | 13   |
| 繊維         | 94     | 8    |
| その他       | 25     | 7    |

## 事例

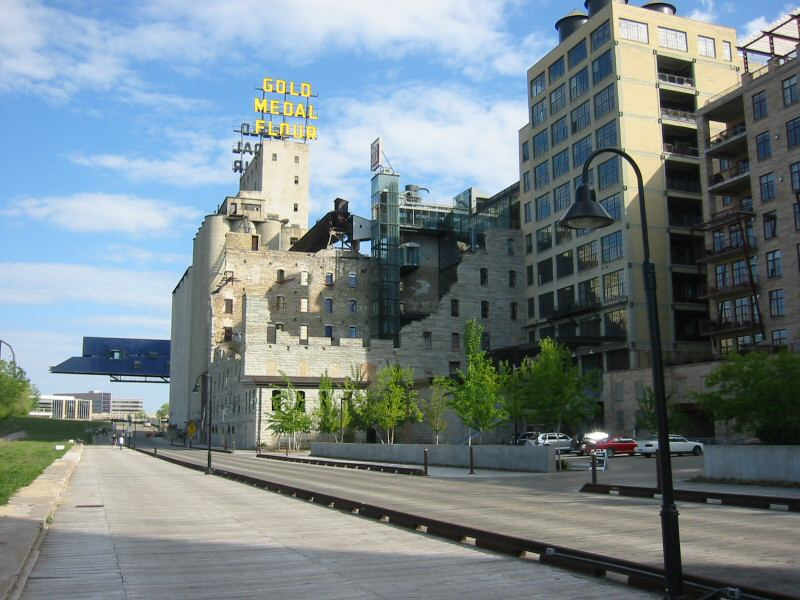
ワッシュバーン製粉所大爆発の遺構

- 1878年 - ミネソタ州・ミネアポリスのワッシュバーン製粉所で、小麦粉による粉塵爆発。18名が死亡。
- 1899年 - 豊国炭鉱にて、日本初の炭塵爆発事故が発生。死者210名を出す大惨事となり、以後、炭鉱内での対策が進むこととなった。
- 1963年 - 三井三池炭鉱三川坑で、炭塵爆発が発生（三井三池三川炭鉱炭塵爆発）。死者458名、一酸化炭素中毒患者839名を出す、戦後最悪の炭鉱事故となった。
- 1977年 - 12月22日にルイジアナ州ニューオーリンズ近郊の穀物エレベーターで穀物の粉塵爆発が発生し、37人が死亡。5日後にはテキサス州ガルベストンでも同様の爆発が起き、10人が死亡した（穀物エレベーター連続爆発事故）。
- 2007年 - 新潟県上越市にある信越化学工業の直江津工場で爆発事故が発生し、17人が負傷した[2]。
- 2008年 - ジョージア州・ポート・ウェントワースの砂糖精製工場で、砂糖の封入作業中に粉塵爆発が発生。死者8名、負傷者62名。
- 2009年 - 釜山広域市の室内射撃場で爆発を伴う火災が発生、日本人観光客10人を含む15人が死亡し、日本人観光客1人が負傷した。粉塵爆発の可能性が示唆されている。(釜山射撃場火災)
- 2010年 - 北海道苫小牧市の飼料会社工場内で、爆発が発生。溶接作業の際に、粉塵に引火したとみられる。
- 2015年6月27日 - 中華民国（台湾）新北市にある遊園地のプールで行われた音楽イベントで、観客席に向かって撒いていたカラーパウダー（着色したコーンスターチ）に引火し粉塵爆発が発生。約500人が負傷し、その後15人が死亡した[3]（八仙水上楽園爆発事故）。屋外で発生した数少ない事例。
- 2017年12月1日 - 静岡県富士市厚原の荒川化学工業富士工場で、粉塵爆発の連鎖を原因とする爆発火災が発生、2人が死亡し13人が重軽傷を負った[4]。
- 2021年7月6日、8月7日 - コニカミノルタの長野県の工場で粉塵爆発が発生した[5]。

## 参考資料
- 日本粉体工業技術協会粉じん爆発委員会 編『粉じん爆発・火災対策』オーム社、2006年10月。ISBN 4-274-20312-3。ISBN 978-4-274-20312-1。